# Imperfekt
Der Ausdruck Imperfekt (lateinisch imperfectus ‚unvollendet‘) bezeichnet in der Grammatik normalerweise Verbformen, die gleichzeitig Vergangenheit (d. h. ein Tempus) und einen unvollendeten Aspekt (imperfektiven Aspekt) ausdrücken. Die romanischen Sprachen besitzen beispielsweise diese Kategorie. Das Imperfekt wird verwendet z. B. für Ereignisse, die zur Betrachtzeit nicht abgeschlossen sind, die sich beliebig wiederholen oder für Zustände, die keinen natürlichen Abschluss haben könnten.
Die früher in der deutschen Grammatik gängige Verwendung von „Imperfekt“ für die einfache Vergangenheitsform des Verbs (etwa sag-te) ist eine Fehlbenennung, weil diese Vergangenheitsform nicht an einen imperfektiven Aspekt gebunden ist (sie ist nicht notwendigerweise unvollendet; für ein Beispiel siehe unter Progressiv (Grammatik) #Unveränderte Verbform im Deutschen). Deshalb wird heute Präteritum als der übliche Fachausdruck für die erste Vergangenheit verwendet. Germanistische Grundlagenwerke verzeichnen den anderen Sprachgebrauch aber nebenbei auch noch.